# Mobilfunknetz

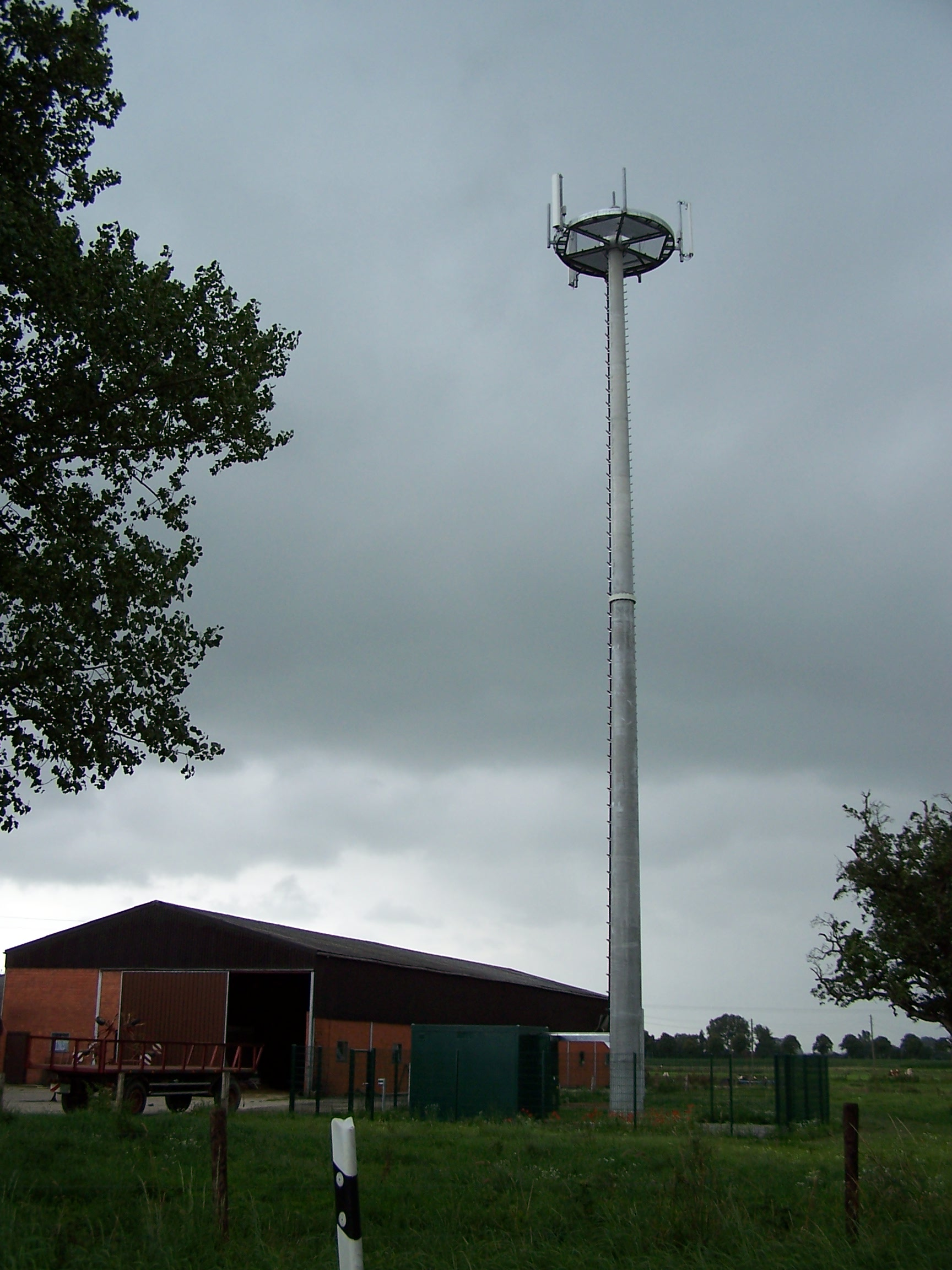
Mobilfunkmast

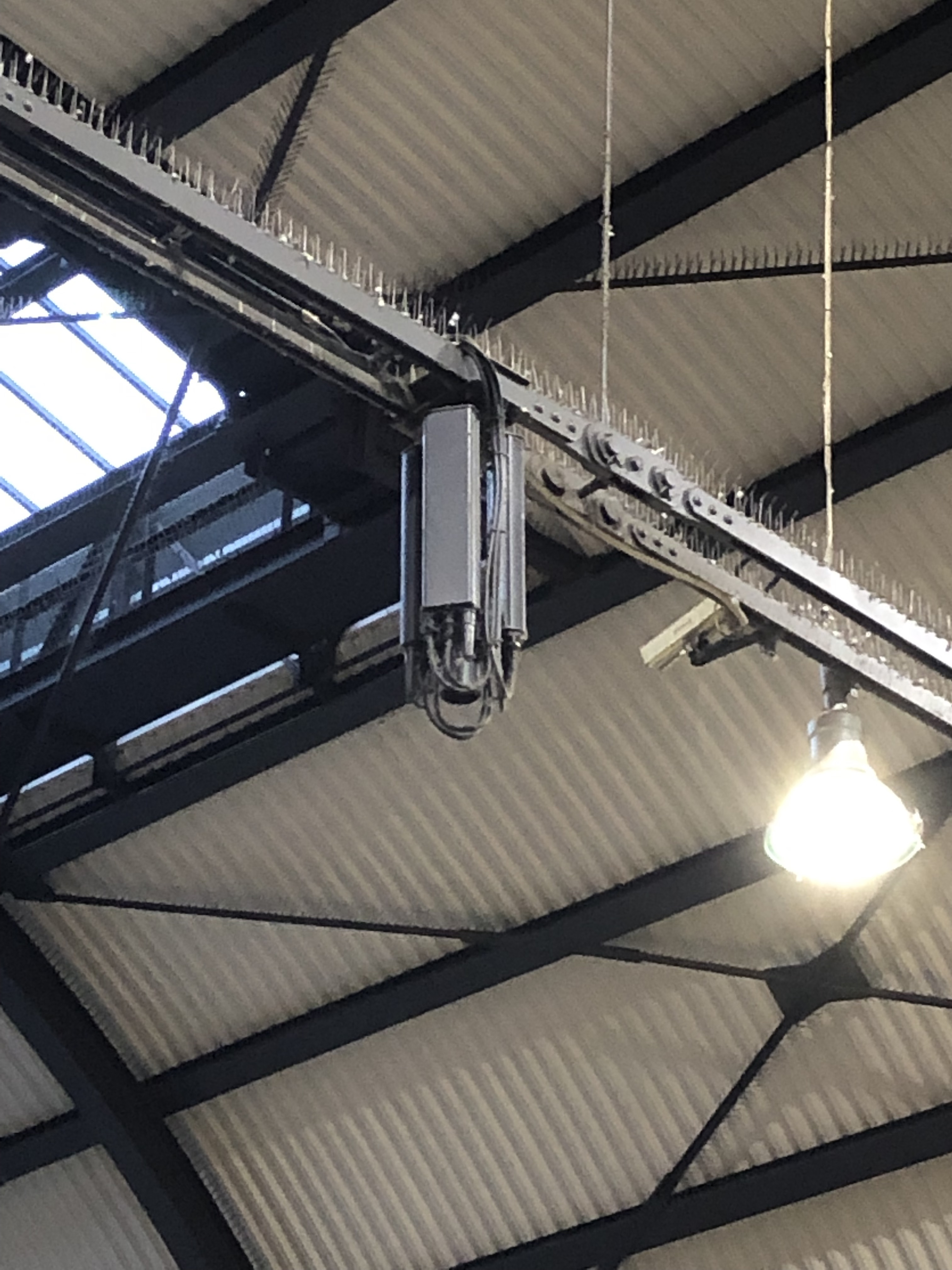
Eine Sendeanlage im Wiesbadener Hauptbahnhof der Deutschen Telekom für UMTS und LTE

Der Begriff Mobilfunknetz bezeichnet die technische Infrastruktur, auf der die Übertragung von Signalen für den Mobilfunk stattfindet. Das Mobilfunknetz umfasst im Wesentlichen das Mobilvermittlungsnetz, in dem die Übertragung und Vermittlung der Signale zwischen den ortsfesten Einrichtungen und Plattformen des Mobilfunknetzes stattfinden, sowie das Zugangsnetz, in dem die Übertragung der Signale zwischen einer Mobilfunkantenne und dem Mobiltelefon (umgangssprachlich Handy) stattfindet; das Zugangsnetz wird auch als Luftschnittstelle bezeichnet.

## Verbreitung von Mobilfunknetzen
In Deutschland wurden bis Ende 2023 drei Mobilfunknetze betrieben: Nach Angabe der Netzbetreiber an die Bundesnetzagentur hatte im 1. Quartal 2019 das Netz der Telekom Deutschland etwa 44,7 Millionen, das von Vodafone etwa 47,9 Millionen und das der Telefonica Deutschland etwa 45,1 Millionen Teilnehmer. Insgesamt gab es also in Deutschland etwas über 137 Millionen Mobilfunk-Verträge.
Seit dem 8. Dezember 2023 betreibt auch 1&1 ein eigenes Mobilfunknetz und ist somit der vierte Netzbetreiber. Da sich das Netz aber noch im Aufbau befindet, können Kunden von 1&1 auch das o2-Netz nutzen. Zum 29. August 2024 wechselte 1&1 von O2 zu Vodafone als Partner.
Die ältesten noch betriebenen Netze sind das D-Netz und das E-Netz, die 1991 bzw. 1993 in Deutschland eingeführt wurden und auf dem GSM-Standard basieren. Zu dieser Zeit war die Sprachübertragung die häufigste Form. Mitte der 90er gewann jedoch die Datenübertragung an Bedeutung und erforderte eine Modernisierung von GSM. Zu diesem Zweck wurde der GPRS-Standard entwickelt und eingeführt. Dabei wird das Mobilvermittlungsnetz um die Fähigkeit zur paketorientierten Datenübertragung erweitert, das Funknetz jedoch nicht verändert. Die Einführung datenoptimierter 3G-Netze schließlich zielt auf Erhöhung der Datenübertragungsraten (siehe Mobiles Internet) und beseitigt außerdem Kapazitätsprobleme bei der Sprachübertragung. Erweiterte Funktionalitäten, etwa im Bereich Multimedia, folgen mit dem Ausbau der 3G-Netze. Der wichtigste 3G-Standard ist das Universal Mobile Telecommunications System (UMTS). Durch die Markteinführung von „Smartphones“, die verstärkt Datenanwendungen unterstützen, stiegen die Kapazitätsanforderungen der Netze weiter, was zur Entwicklung des Long-Term-Evolution-Standards (LTE) führte. LTE nutzt ausschließlich Datenübertragung und unterscheidet sich insofern von den älteren Netzen, die auch Leitungsvermittlung einsetzen.
2021 werden die UMTS-Netze (3G-Netze) aller Anbieter in Deutschland abgeschaltet. Dabei frei werdende Frequenzen werden für den Aufbau der 5G-Netze benötigt.
In der Schweiz werden Mobilfunknetze seit 1993 betrieben.
siehe Hauptartikel: Geschichte der Mobilfunknetze in der Schweiz

## Aufbau

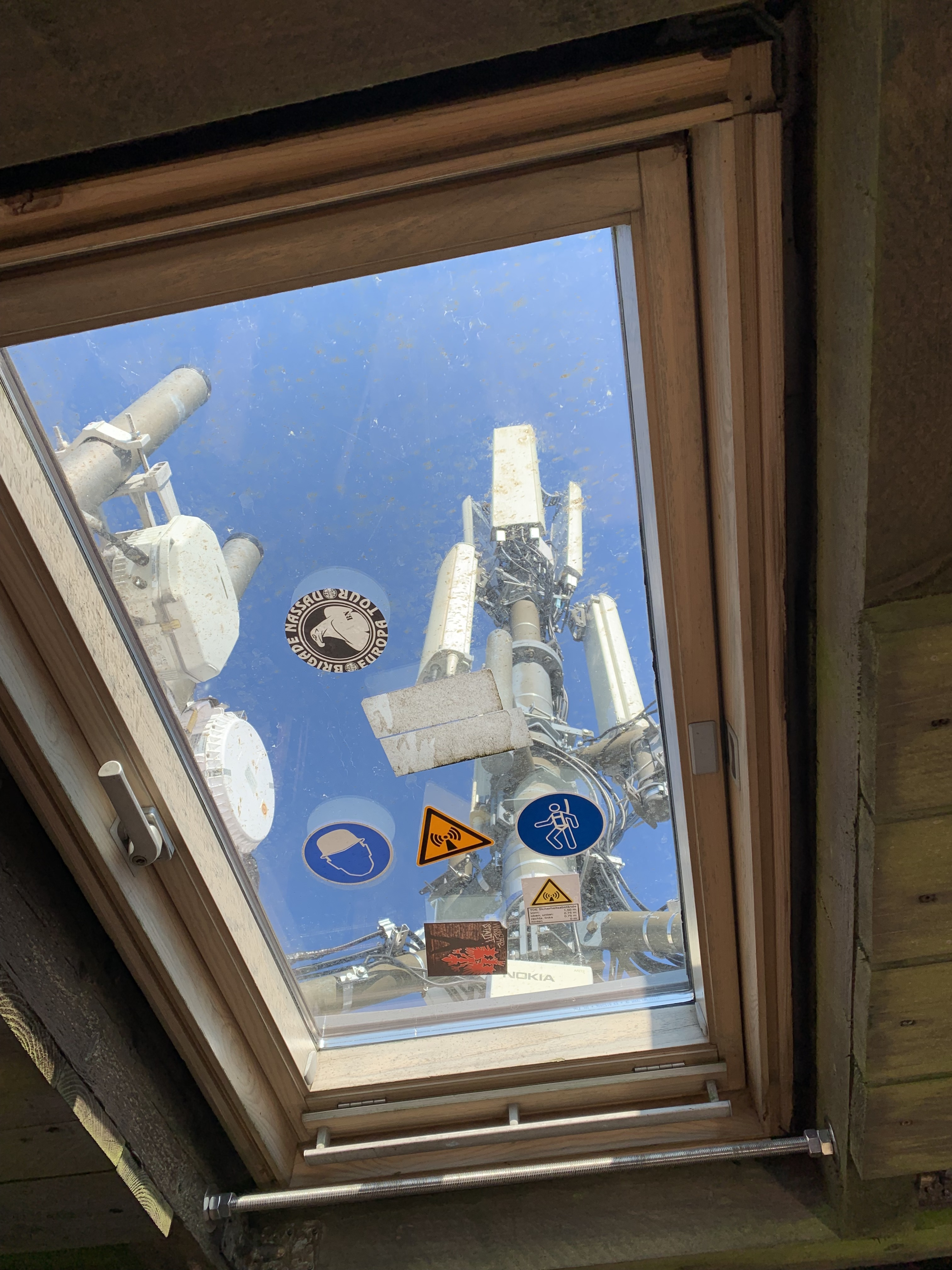
Mobilfunkantennen auf dem Pferdskopf

Mobilfunknetze unterteilen sich wie das Festnetz in ein Kern- und mehrere Zugangsnetze. Die Funktion des Kernnetzes besteht in der Verbindung der einzelnen Zugangsnetze, die den Endanwendern den Zugriff auf das Netz ermöglichen. Die Unterscheidung zwischen Mobilfunk- und Festnetz besteht hauptsächlich im Zugangsnetz, das in Mobilfunknetzen drahtlose Kommunikationsverbindungen aufbaut und so die Mobilität der Teilnehmer gewährleistet. Die Zugangsnetze sind in der Regel Funknetze und werden oft mit ihrem englischen Begriff, Radio Access Network (RAN), bezeichnet. Je nach Standard existieren auch weitere Komponenten und Subnetze, die die Funktion der Dienste gewährleisten sollen.

### Global System for Mobile Communications (GSM)
siehe Hauptartikel: Netzarchitektur von GSM
Die aus dem Festnetz übernommene Trennung ist im GSM-System am stärksten ausgeprägt. Das Basestation Subsystem (BSS), das aus den Basisstationen besteht, liefert sämtliche Funktionen, die für die Verbindung zwischen Netzwerk und mobilen Teilnehmern notwendig sind, und entspricht so dem klassischen Zugangsnetz. Das Network Subsystem (NSS) koordiniert dann die einzelnen BSS. Es enthält alle Komponenten zur Vermittlung von Telefongesprächen und entspricht daher dem Kernnetz. Die dritte Komponente der Architektur ist das Intelligent Network Subsystem (IN), das Datenbanken enthält, die zusätzliche Dienste bereitstellen. Dazu gehört zum Beispiel die Verwaltung von Prepaid-Diensten.

### General Packet Radio Service (GPRS)

Prinzipielle Struktur eines Mobilfunknetzes nach GSM-Standard

siehe Hauptartikel: Netzarchitektur von GPRS
GPRS erweitert GSM um die Fähigkeit der Datenübertragung. Beide Systeme nutzen dieselben Basisstationen, so dass im Zugangsnetz mit Ausnahme einer neuen Softwareversion keine Änderungen vorgenommen wurden. Das Kernnetz wurde allerdings um die Fähigkeit zum Aufbau paketvermittelnder Kommunikationsverbindungen erweitert. Diese ermöglicht flexible Bandbreiten und verbessert so die Effizienz der Übertragungskapazität der Kanäle.
Zu diesem Zweck wurden dem Netz die Packet Control Unit (PCU) zur Reservierung der Timeslots in den Basisstationen, der Serving GPRS Support Node (SGSN) zum routen der Datenpakete zwischen den einzelnen Funknetzen und der Gateway GPRS Support Node (GGSN) zur Anbindung des Mobilfunknetzes an das Internet hinzugefügt.

### Universal Mobile Telecommunications System (UMTS)
siehe Hauptartikel: Netzarchitektur von UMTS
UMTS stellt die Weiterentwicklung der GSM/GPRS-Architektur dar und wurde von Beginn an auch für Datenübertragung konzipiert. Zu Beginn wurde das Kernnetz kaum verändert und nur mittels Softwareupdate angepasst. Der Aufbau des Zugangsnetzes ist jedoch eine Neuentwicklung und wird UMTS Terrestrial Radio Access Network (UTRAN) genannt.
UTRAN verwendet im Gegensatz zu GSM/GPRS kein Multiplexverfahren zur Datenübertragung, sondern ordnet die Signale über individuelle Codes den Teilnehmern zu. Später wurden auch im Kernnetz neue Architekturen wie das Bearer Independent Core Network (BICN) entwickelt und umgesetzt, das die bis dahin getrennte Übermittlung von Sprach- und Datenverbindungen in ein gemeinsames IP-basiertes Übertragungsverfahren zusammen führte.

### Long Term Evolution (LTE)

LTE Evolved Packet System (EPS)
SGW: Serving Gateway
PGW: PDN (Packet Data Network) Gateway
HSS: Home Subscriber Server
ANDSF: Access Network Discovery and Selection Function
ePDG: Evolved Packet Data Gateway
UE: User Equipment
eNodeB: evolved Node B

siehe Hauptartikel: Netzarchitektur von LTE
Bei LTE wurden die klassischen Verfahren der Signalübertragung durch Paketvermittlung und Datenübertragung ersetzt. Eine davon getrennte Sprachübertragung existiert nicht mehr. Gleichzeitig ist die hierarchische Struktur abgeflacht worden. Durch Anschluss- und Kernnetz wird nur noch der eigentliche Datenverkehr geleitet, Unterstützungsdienste wie die Mobilitätsverwaltung oder das Paging werden von der Mobility Management Entity übernommen, die sowohl mit dem Anschlussnetz, das bei LTE evolved UTRAN (eUTRAN) genannt wird, als auch dem Kernnetz kommuniziert.

### 5G
siehe Hauptartikel: Netzarchitektur von 5G
5G baut auf dem bestehenden Standard LTE auf. Wesentliche Neuerungen von 5G sind erst bei der Nutzung von Frequenzen oberhalb von 6 GHz zu erwarten. Die Funkzellen werden voraussichtlich bei 5G in Städten engmaschiger ausgebaut werden als bei Vorgängertechniken. Die Standardisierungsorganisation 3GPP hat im Dezember 2018 mit Release 15 den ersten Standard veröffentlicht, der Funktionen von 5G beinhaltet. Weitere Funktionen wurden mit Release 16 im Juli 2020 festgelegt.

## Technische Vorgänge in Mobilfunknetzen
Mobilfunknetze sind den Kommunikationsnetzen zuzuordnen und dienen primär der Nachrichtenübertragung. Durch die Mobilität der Teilnehmer wird die Signalübertragung gegenüber anderen Netzen wie dem Festnetz erschwert. Daher gibt es einige spezifische Vorgänge, die mobile Kommunikation ermöglichen. Hierzu zählen die Übertragung über die Luftschnittstelle, das Mobilitätsmanagement, Paging oder Handover. Je nach Architektur und Technik werden diese Funktionen von anderen Baugruppen bereitgestellt und sind teilweise anders organisiert (→ siehe dazu die Abschnitte zu den Architekturen weiter oben).

## Sicherheit
Bei einem Ausfall eines Netzes sind oft zahlreiche Menschen betroffen. Im Folgenden sind einige größere Mobilfunknetzausfälle in Deutschland aufgelistet:
| Datum             | Betreiber                      | Problem / Anzahl der Betroffenen | Ursache                                                                                             |
| ----------------- | ------------------------------ | --- | --------------------------------------------------------------------------------------------------- |
| 27. Oktober 2000  | E-Plus                         | 5,7 Millionen Kunden | Fehler in der Signalisierungssoftware der Vermittlungsknoten                                        |
| 27. April 2003    | T-Mobile                       | einige Millionen Kunden | Stromausfall im Knoten Köln, der Ausfall wird zu spät bemerkt, die Batterien reichen nicht so lange |
| 20. April 2006    | O2                             | 6 Stunden können Berliner nicht mehr telefonieren | Ausfall einer digitalen Vermittlungsstelle                                                          |
| 10. April 2008    | Vodafone                       | fast 30 Millionen Kunden am Abend | Absturz eines Rechners in der Zentrale                                                              |
| 18. Mai 2008      | Vodafone                       | 2 Tage Internet↔Mobilnet | Hardwarefehler nach Wartungsarbeiten                                                                |
| 21. April 2009    | T-Mobile                       | 3 Stunden bundesweiter Ausfall des Netzes für 40 Millionen Kunden | Softwarefehler im HLR                                                                               |
| 6. September 2012 | Telekom Deutschland            | Fast alle Nutzer der web’n’walk HandyFlat und web’n’walk Handy DayFlat von Telekom Deutschland konnten über mobiles Internet keine Nachrichten über WhatsApp empfangen und senden | Durch Softwareupdate versehentlich veränderte Parameter                                             |
| 21. Mai 2013      | Telekom Deutschland            | Im Mobilfunknetz der Deutschen Telekom gibt es eine bundesweite Störung. Kunden bekommen keine Verbindung zum mobilen Internet. | Probleme in der Datenkommunikation                                                                  |
| 11. Juni 2016     | Telekom Deutschland            | Kunden bekommen bundesweit keine Verbindung zum mobilen Netz. | Probleme in der Datenbank; SIM-Karten können nicht auf Gültigkeit geprüft werden                    |
| 15. Mai 2018      | Telefónica Deutschland Holding | Kunden bekommen bundesweit keine Verbindung zum mobilen Netz. | Softwareprobleme bei Telefónica                                                                     |
| 5. November 2018  | Telefónica Deutschland Holding | Kunden haben in Westdeutschland keine Internetverbindung. | Durchtrenntes Glasfaserkabel                                                                        |
| 27. Mai 2024      | 1&1 Telecom GmbH               | Kunden, die in das neue Core Netz 262-23 migriert waren, hatten bis zu fünf Tage keine stabile Mobilfunkanbindung. Das Migrieren wurde daraufhin unterbrochen bis das zweite RZ fertig gestellt wird. Die Dauer der Störung lag wohl darin, dass eine Datei nicht im Ersatz RZ vorhanden war. Ausgelöst wurde das ganze durch ein Softwareupdate. | Serverprobleme bei 1&1                                                                              |

## Recht der Polizei zur vorübergehenden Unterbrechung der Kommunikation
In einigen deutschen Polizeigesetzen wird den jeweiligen Polizeibehörden der Länder ausdrücklich das Recht eingeräumt, zur Aufrechterhaltung der öffentlichen Sicherheit und Ordnung Telekommunikationsverbindungen durch technische Mittel zu unterbrechen oder unterbrechen zu lassen. Dies umfasst auch den Mobilfunk. So kann bspw. die Polizei in Sachsen-Anhalt „von jedem Diensteanbieter im Sinne von § 3 Nr. 6 TKG verlangen, die Kommunikationsverbindungen zu verhindern, falls dies zur Abwehr einer gegenwärtigen Gefahr für den Bestand oder die Sicherheit des Bundes oder eines Landes oder für Leib, Leben oder Freiheit einer Person erforderlich ist.“ Zumindest nachträglich ist jedoch eine richterliche Bestätigung einzuholen, ansonsten muss die Maßnahme abgebrochen werden.